# ایمره زاچار
ایمره زاچار (مجاری: Imre Zachár; ۱۱ مهٔ ۱۸۹۰ – ۷ آوریل ۱۹۵۴) بازیکن واترپلو و شناگر اهل مجارستان بود.